# جون في. فلمنج
جون في. فلمنج (بالإنجليزية: John V. Fleming)‏ هو أكاديمي أمريكي، ولد في 20 مايو 1936.